# Erica diaphana
Erica diaphana är en ljungväxtart som beskrevs av Spreng.. Erica diaphana ingår i släktet klockljungssläktet, och familjen ljungväxter. Inga underarter finns listade i Catalogue of Life.